# Anaci Bispo Paim
Anaci Bispo Paim (Alagoinhas, 30 de março de 1950) mais conhecida como Anaci Paim é uma cientista social e professora brasileira. Foi reitora da Universidade Estadual de Feira de Santana entre 1995 e 2003 e secretária estadual de educação da Bahia durante o segundo governo de Paulo Souto (PFL).
É licenciada em Estudos Sociais pela UEFS. É também especialista em Metodologia do Ensino Superior pela Universidade de Pernambuco e possui o título de doutora honoris causa outorgado pela European University.
Membro do Rotary Club da Bahia desde 24 de novembro de 2011, foi presidente no período 2015-2016  e governadora do Distrito 4550 de Rotary International no período em 2018-2019.

## Carreira

### Secretária Estadual de Educação da Bahia (2003-2006)
Em 26 de março de 2003 é nomeada secretária de educação da Bahia pelo então governador Paulo Souto (PFL), em substituição à Renata Prosérpio, que deixou o cargo por motivos de saúde, Anaci permaneceu na pasta até o fim do mandato de Souto, em 31 de dezembro de 2006.
Durante sua gestão foram desenvolvidos os Polos de Educação Permanente em Saúde, em parceria com a secretaria estadual de saúde, equipamentos que tem como finalidade a capacitação do profissionais de saúde, incentivando a capacitação de profissionais de acordo com a demanda local.
Em 2005, através de um convênio firmado entre as secretarias de educação e de saúde da Bahia e a Fundação Roberto Marinho, foi desenvolvido o projeto  "Todos Agentes Comunitários Na Escola" iniciativa que tinha como objetivo ampliar a escolaridade de 6.500 Agentes Comunitários de Saúde através das tele aulas do Telecurso 2000. Foram implantadas 312 telessalas nas 31 diretorias de saúde da Bahia, nos 417 municípios do estado.

### Secretária Municipal de Educação de Feira de Santana (2009)

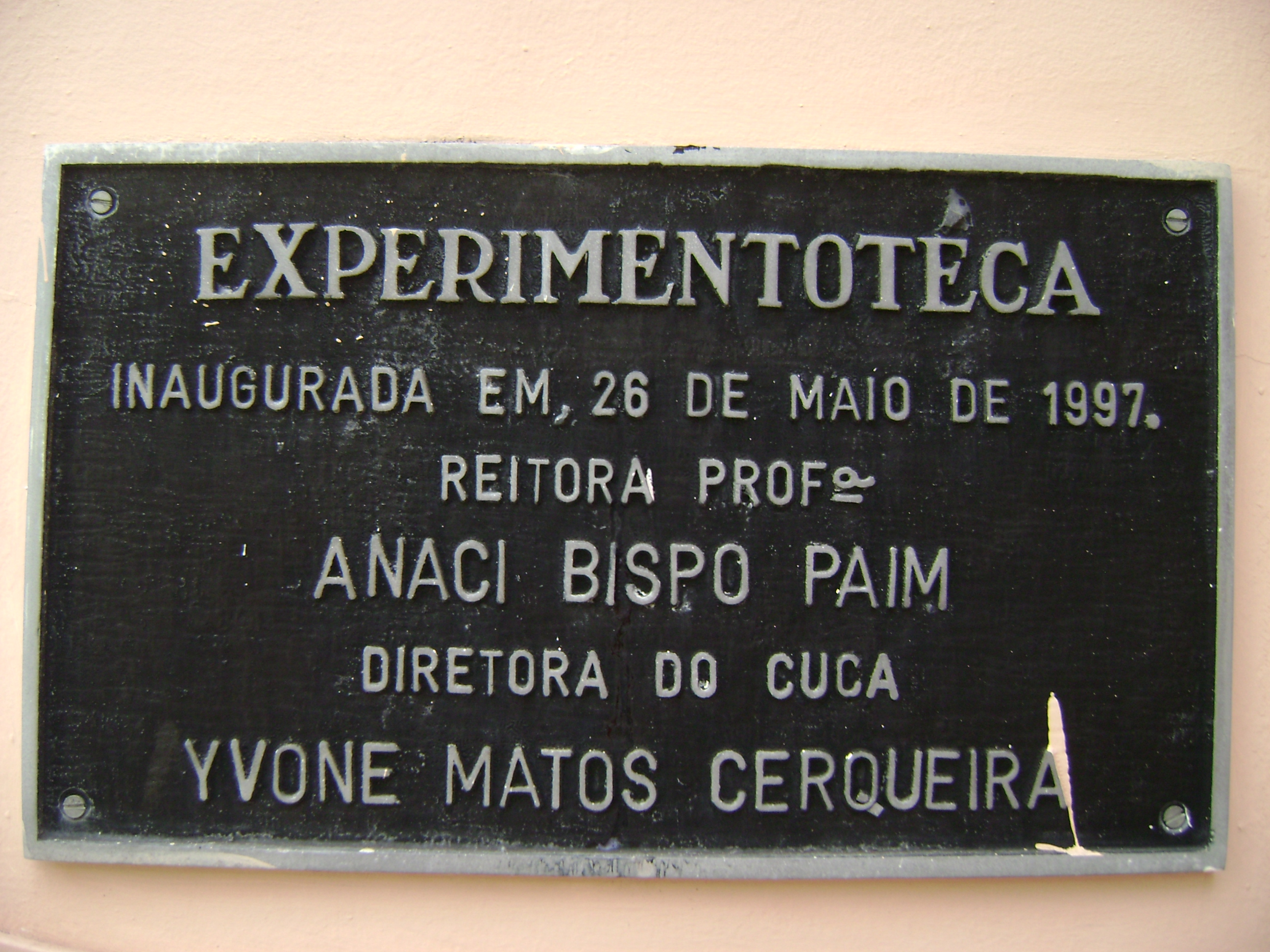
Placa de inauguração de Experimentoteca da UEFS, equipamento entregue aos discentes em sua passagem pela reitoria da instituição.

Em janeiro de 2009 foi nomeada secretária da educação de Feira de Santana pelo então prefeito Tarcízio Pimenta (DEM), permanecendo no cargo até março do mesmo ano, tendo pedido exoneração ao prefeito devido ao fato de suas contas enquanto secretária estadual de educação, no exercício de 2003 terem sido rejeitadas pelo Tribunal de Contas do Estado da Bahia.

### Secretária Municipal de Educação de Feira de Santana (2021-2024)
No dia 7 de janeiro de 2021 foi anunciada sua nomeação novamente ao cargo de secretária de educação de Feira de Santana pelo então prefeito Colbert Martins (MDB). durante seus primeiros meses de atuação na pasta, focou na adequação do ensino público à modalidade remota, em detrimento as normas de biossegurança e distanciamento social impostas pela pandemia do COVID-19.
Sua segunda gestão foi marcada pela entrega de 70 escolas entre construídas e reformadas, além da ampliação de 37 para o ensino de tempo integral promovendo o desenvolvimento acadêmico e social dos estudantes, oferecendo um ambiente seguro para que as famílias possam contar com a escola ao longo de todo o dia.

Perto de encerrar o mandato do prefeito Colbert Martins, ainda na função de secretária adotou um novo modelo de fornecimento de refeições, garantindo uma alimentação mais variada e nutritiva, incluindo a introdução do desjejum para estudantes de tempo parcial e três refeições para os alunos em tempo integral.